# Catherine Tate
Catherine Tate, geboren als Catherine Ford, (12 mei 1968), is een Britse actrice en journaliste. Zij is vooral bekend als Donna Noble in Doctor Who, Nellie Bertram in The Office US en allerhande personages in haar eigen The Catherine Tate Show.

## Filmografie

### Films
- 2015: Unity (documentaire) - verteller
- 2014: Nativity 3: Dude, Where's My Donkey? - Sophie O’Donnell
- 2011: Monte Carlo - Alicia
- 2010: Gulliver's Travels - Queen Isabelle
- 2010: Little Crackers - Josephine
- 2006: Love and Other Disasters - Tallulah Riggs-Wentworth
- 2006: Starter for 10 - Julie Jackson
- 2006: Sixty Six - Aunt Lila

### Televisie
- 2016: Billionaire Boy (televisiefilm) - Sapphire Diamond
- 2014-2015: Catherine Tate's Nan - Joannie Taylor
- 2013-2014: Big School - Miss Sarah Postern
- 2011-2013: The Office US - Nellie Bertram
- 2009: Nan's Christmas Carol (televisiefilm) - Joannie Taylor
- 2008-2010: Doctor Who - Donna Noble
- 2007: The Bad Mother's Handbook - Karen
- 2007: Mrs Ratcliffe's Revolution - Dorothy Ratcliffe
- 2006: Doctor Who - Donna Noble
- 2005: Agatha Christie's Marple - Mitzi Kosinski
- 2004-2007: The Catherine Tate Show
- 2002-2004: Wild West - Angela Phillips

### Theater
- 2016: Miss Atomic Bomb (St James Theatre, Londen)
- 2016: The Catherine Tate Show: Live (UK tour)
- 2015: The Vote (Donmar Warehouse)
- 2014-2015: Assassins (Menier Chocolate Factory)
- 2012: 24 Hour Plays (American Airlines Theatre, Broadway)
- 2011: Much Ado About Nothing (Wyndham's Theatre)
- 2011: Sixty Six Books (Bush Theatre)
- 2010-2011: Season's Greetings (Royal National Theatre)
- 2008: Under The Blue Sky (Duke of York's Theatre)
- 2006: The Exonerated (Riverside Studios)
- 2005: Some Girl(s) (Gielgud Theatre)
- 2005: Royal Variety Performance (Wales Millennium Centre)
- 2000: New Bits (Edinburgh Festival)
- 2000: A Servant to Two Masters (Royal Shakespeare Company)
- 1996: The Prince's Play (Royal National Theatre)
- 1995: The Way of the World (Royal National Theatre)

## Prijzen en nominaties

### Prijzen
- 2004: British Comedy Award - Best Comedy Newcomer
- 2006: RTS Television Award - Best Comedy Performance
- 2006: British Comedy Award - Best TV Comedy Actress
- 2007: National Television Awards - Most Popular Comedy Programme
- 2008: TV Quick Award - Best Actress in a Drama Series (voor Doctor Who)[1]
- 2009: Constellation Awards - Best Female Performance in a Science Fiction Television Episode

### Nominaties
- 2004: British Comedy Award - Best TV Comedy Actress
- 2005: British Comedy Award - Best TV Comedy Actress
- 2005: British Comedy Award - People's Choice Award (meeste stemmen bij de poll maar niet ontvangen)[2]
- 2005: International Emmy - Best Performance by an Actress[3]
- 2005: BAFTA TV Award - Best New Writer
- 2005: BAFTA TV Award - Comedy Programme or Series Award
- 2006: BAFTA TV Award - Best Comedy Performance
- 2007: BAFTA TV Award - Best Comedy Programme
- 2008: Nickelodeon's UK Kids Choice Awards 2008 - Funniest Person
- 2008: Nickelodeon's UK Kids Choice Awards 2008 - Best TV Actress (voor Doctor Who)
- 2008: National Television Award - Outstanding Drama Performance (voor Doctor Who)
- 2011: BAFTA TV Award - Catherine Tate's Little Cracker

- Bibsys: 8042158
- Bibliothèque nationale de France: cb15626787k (data)
- Gemeinsame Normdatei: 14108216X
- International Standard Name Identifier: 0000 0001 1470 9270
- Library of Congress Control Number: no2006133540
- MusicBrainz: 0dfac90e-dd0f-4a2b-b399-1ed1f2f998be
- Nationale bibliotheek van Australië: 44202204
- Système universitaire de documentation: 197943241
- Trove: 1460186
- Virtual International Authority File: 39143171
- WorldCat: E39PBJhRJ3V7DcMGjJWh8Jd84q